# Hatoma

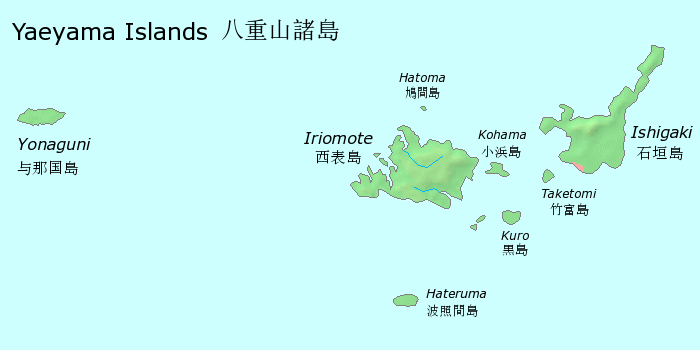
Bản đồ quần đảo Yaeyama

Hatoma (鳩間島, Hatoma-jima tiếng Yaeyama và tiếng Okinawa: Hatuma) là một hòn đảo nhỏ thuộc quần đảo Yaeyama. Đảo nằm dưới quyền quản lý của làng Taketomi, tỉnh Okinawa, Nhật Bản. Hatoma nằm ở phía bắc của đảo Iriomote. Đảo có diện tích 0,96 km², chu vu 3,8 km, đường kính 1 km và có khoảng 60 cư dân.
Hatoma đã liên tục có cư dân ít nhất là từ vài thế kỷ. Các cuộc khai quật trên đảo đã chỉ ra rằng cho đến trước thời gian gần đây, các cư dân Hatoma sinh sống nhờ thu lượng sò hến ở vùng nước nông bao quanh và trồng rau.Đầu thập niên 1900s, Hatoma phát triển thành một cảng cảng cá ngừ và số cư dân lên đến hàng trăm. Đến năm 1968, do hoạt động đánh bắt sụt giảm, số cư dân trên đảo giảm xuống. Do xa xôi và dân số thấp nên đến những năm 1960, đảo mới có điện